# Нуньес, Фильпо
Нельсон Эрнесто Фильпо Нуньес (исп. Nélson Ernesto Filpo Núñez; 19 августа 1920, Буэнос-Айрес — 6 марта 1999, Сан-Паулу) — аргентинский футбольный тренер. Дядя футболиста и тренера Эдуардо Коудета.

## Карьера
Фильпо Нуньес начал играть в футбол в детской команде «Эстудиантиль Портеньо», однако быстро принял решение не начинать профессиональную карьеру. После этого Фильпо выступал только за любительские клубы на позиции вратаря. По другим данным, он провёл 13 июня 1942 года одну официальную игру за клуб «Акасуссо» (1:1) во втором дивизионе. Тренерскую карьеру Нуньес начал в клубе «Индепендьенте Ривадавия». Затем он уехал в Чили, став главным тренером команды «Сантьяго Натиональ». Затем обучался в Эквадоре на факультете физической культуры. Далее он работал в Перу, в частности в команде «Спорт Бойз». Также тренировал боливийский клуб «Депортиво Мунисипаль».
В июле 1955 года, благодаря помощи своего друга Тима, Нуньес стал тренером клуба «Крузейро», который искал замену Нижиньо. Тренер подписал годичный контракт с суммой в 15 тысяч крузейро. Фильпо после первой же тренировки сообщил, что недоволен физическим состоянием игроков. Начав с поражения от команды «Вила Нова», клуб продолжал выступать крайне неудачно и к концу первого круга занимал предпоследнее место в чемпионате штата. 16 октября того же года клуб расторгнул контракт с главным тренером. В декабре сменился состав Совета директоров «Крузейро», и Нуньес предложил ему свои услуги. Совет директоров отказался.  В 1956 году он возглавил клуб «Гуарани», с которым выиграл турнир начала чемпионата Паулиста. Потом тренировал «Атлетико Паранаэнсе», с сентября 1956 по июнь 1957 года. Затем работал в клубах «Жабакуара», «Португеза Сантиста» и «Америка» из Сан-Жозе-ду-Риу-Прету. В «Жабакуаре» Нуньес, после победы над «Сантосом», получил прозвище «Дон Нельсон».
В 1960 году Фильпо стал главным тренером «Васко да Гамы». Начало в новой команде было хорошим, однако затем результаты ухудшились и тренер был уволен. В ноябре 1964 года Нуньес стал главным тренером «Палмейраса». В первом матче под его руководством клуб обыграл «Сантос» со счётом 3:2. В 1965 году Фильпо привёл «Палмейрас» к выигрышу турнира Рио—Сан-Паулу. Ту команду прозвали «Футбольной академией», либо «Первой академией». Игра «Палмейраса» являлась остроатакующей, а сам тренер её определял, как «пим, пам, пум, гол». Также в тот период он руководил сборной Бразилии, которая состояла из игроков «Палмейраса». Эта команда провела один матч, в котором обыграла Уругвай со счётом 3:0. Фильпо был уволен в том же году. Причиной официально была названа то, что он «потерял уважение команды». В 1966 году Нуньес возглавил «Коринтианс», но без особого успеха.
В 1968 году Фильпо во второй раз стал главным тренером «Палмейраса». Здесь он руководил клубом на протяжении девяти месяцев. Достижением можно назвать серебряные медали чемпионата штата 1969 года. В сентябре 1970 года Нуньес во второй раз стал главным тренером «Крузейро». При приходе на пост наставника команды он заявил: «Я превращу „Крузейро“ в величайшую команду мира». Как и в первый свой приход в клуб, дебютную встречу его команда проиграла. Тренер стал проповедовать тактику универсализма, когда место Тостао в атаке заменяли попеременно Зе Карлос и Дирсеу Лопес. Сам он называл этот стиль игры «каруселью». Уже позже Нуньес сказал, что именно он является изобретателем Тотального футбола, а не Нидерланды. Не всегда положительные результаты вызвали недовольство правления «Крузейро», тогда как лидер команды Тостао поддерживал Фильпо. 4 ноября, после поражения от «Интернасьонала», Нуньеса уволили. Сезон 1975/1976 он провёл в испанском «Бадахосе», выступавшем в третьем дивизионе первенства.
В 1976 году Фильпо во второй раз возглавлял «Коринтианс». Под его руководством клуб провёл 34 матча, выиграв 16 встреч, 7 сведя вничью и 11 проиграв. В сентябре 1978 года Нуньес стал в третий раз возглавил «Палмейрас». В начале 1979 года Фильпо заменил Теле Сантана. Всего под руководством Нуньеса «Палмейрас» провёл 154 матча, из которых выиграл 93. Далее он тренировал большое число маленьких команд. Дошло до того, что будучи наставником клуба «Катуэнсе», он уволился в перерыве первого же матча. В конце жизни Нуньес испытывал денежные затруднения из-за своего увлечения азартными играми. Он даже жил в социальном жилье в Сан-Паулу. Там же он работал в детской женской футбольной секции. Он умер в 1999 году.

## Достижения
- Победитель турнира начала чемпионата Паулиста: 1956, 1958
- Обладатель Кубка Португалии: 1960/1961
- Победитель турнира Рио — Сан-Паулу: 1965

## Личная жизнь
Нуньес был женат. Дважды. 
Я был одним из самых уважаемых тренеров в Бразилии, зарабатывал столько, сколько сам просил. И вот тут я решил жениться. Это была самая большая ошибка в моей жизни. Я дарил жене по-настоящему фантастические подарки: украшения, о которых она и не мечтала; акции первого Общества с ограниченной ответственностью в Сан-Паулу. Я ничего не видел, я был слеп. Когда мы расстались в 1970 году, я почувствовал, что приближается и мой конец. Расставание совпало с моим уходом из «Крузейро». Я оказался в ужасной ситуации. Только что у человека счета в пяти банках, дом, две машины, жена и приглашения от лучших команд Бразилии. А потом я проснулся без денег в кармане, без жены и без работы. Друзья? Их было меньше, чем пальцев на руке. Трое, максимум четверо. Я был будто проклят. Было только два пути: либо пропасть, обратившись к наркотикам или алкоголю, либо попытаться начать всё сначала. Я выбрал второе. Было жёстко! Было трудно! И я похоронил старого Фильпо Нуньеса. Он мёртв. Я снова женился, понимаешь? Сейчас она уехала в Буэнос-Айрес. Она замечательная женщина, я ей всё рассказал, знаю, что она меня поняла, и если я хочу подарить ей украшение, любой дорогой подарок, она всегда мне говорит: «Нет, папи, не надо».